# Amerigo Severini
Pour les articles homonymes, voir Severini.
Amerigo Severini (né le 11 mai 1931 à Barbara et mort le 1er avril 2020 à Arcevia,) est un coureur cycliste italien. Spécialisé en cyclo-cross, il a été trois fois champion d'Italie et quatre fois médaillé du championnat du monde.

## Palmarès en cyclo-cross
- 1954-1955
  - 2e du championnat d'Italie de cyclo-cross
  -  Médaillé de bronze du championnat du monde de cyclo-cross
- 1955-1956
  -  Champion d'Italie de cyclo-cross
- 1957-1958
  -  Médaillé d'argent du championnat du monde de cyclo-cross
- 1958-1959
  -  Médaillé de bronze du championnat du monde de cyclo-cross
- 1959-1960
  - 2e du championnat d'Italie de cyclo-cross
- 1960-1961
  -  Champion d'Italie de cyclo-cross
  - 6e du championnat du monde de cyclo-cross
- 1962-1963
  -  Champion d'Italie de cyclo-cross
  - 4e du championnat du monde de cyclo-cross
- 1963-1964
  - 2e du championnat d'Italie de cyclo-cross
  - 6e du championnat du monde de cyclo-cross
- 1964-1965
  - 2e du championnat d'Italie de cyclo-cross
  -  Médaillé de bronze du championnat du monde de cyclo-cross
- 1965-1966
  - 2e du championnat d'Italie de cyclo-cross
  - 6e du championnat du monde de cyclo-cross

## Palmarès sur route
- 1951
  - Bologna-Passo della Raticosa
- 1952
  - Bielle-Oropa